# Koszęcin (gmina)

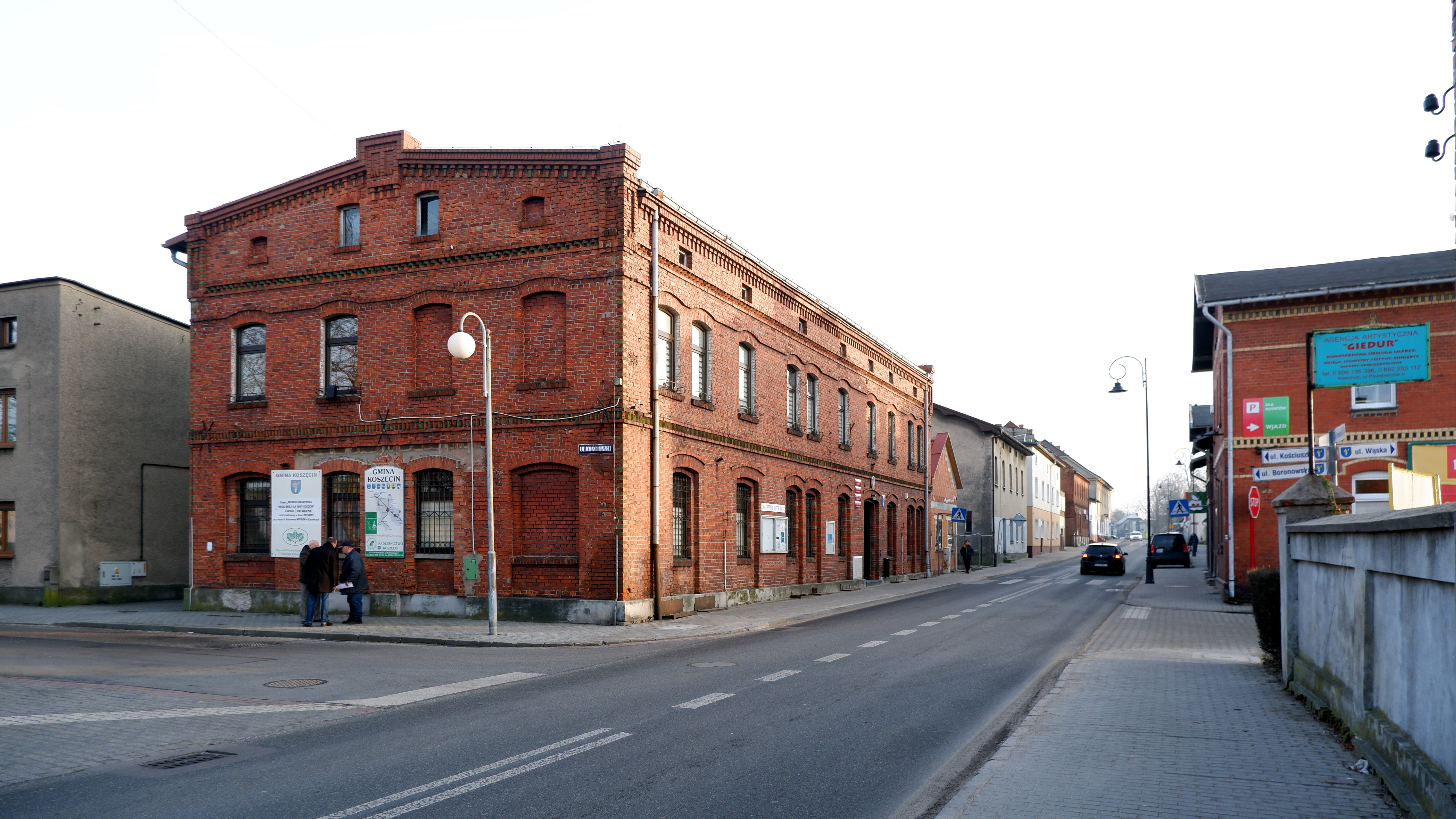
Urząd gminy

Koszęcin – gmina w Polsce położona w południowo-wschodniej części powiatu lublinieckiego (województwo śląskie) o charakterze leśno-rolniczym, z tendencją do umacniania roli turystyki.
Od zakończenia II wojny światowej do maja 1975 r. gmina wchodziła w skład województwa katowickiego. W latach 1975–1998 przynależała do województwa częstochowskiego. Po kolejnej reformie, w 1999 r. gmina powróciła do województwa śląskiego.
W sierpniu 2008 roku przez gminę Koszęcin przeszła trąba powietrzna niszcząc budynki w miejscowości Rusinowice oraz znaczne połacie lasu, przemieszczając się w stronę Cieszowej. Łącznie na terenie gminy zniszczone zostały 73 budynki mieszkalne, a z dalszych 55 tornado zerwało dachy.

## Struktura powierzchni
Według danych z roku 2002 gmina Koszęcin ma obszar 128,54 km², w tym:
- użytki rolne: 41%
- użytki leśne: 52%

Gmina stanowi 15,63% powierzchni powiatu.

## Demografia
Dane z 31 grudnia 2023r:
| Opis                              | Ogółem | Ogółem | Kobiety | Kobiety | Mężczyźni | Mężczyźni |
| --------------------------------- | ------ | ------ | ------- | ------- | --------- | --------- |
| jednostka                         | osób   | %      | osób    | %       | osób      | %         |
| populacja                         | 11 915 | 100    | 6 078   | 51%     | 5 837     | 49%       |
| gęstość zaludnienia (mieszk./km²) | 89,1   | 89,1   | 45,3    | 45,3    | 43,8      | 43,8      |

## Miejscowości sołeckie
Brusiek, Cieszowa, Koszęcin (siedziba urzędu gminy), Piłka, Rusinowice, Sadów, Strzebiń, Wierzbie.

## Części miejscowości
Bukowiec, Dolnik, Irki, Krywałd, Lipowiec, Łazy, Nowy Dwór, Prądy, Rzyce

## Sąsiednie gminy
Boronów, Herby, Kalety, Kochanowice, Lubliniec, Tworóg, Woźniki

## Miasta partnerskie
- Gura Humorului
- Kraubath an der Mur[6]